# ABU TV Song Festival 2015
Het ABU TV Song Festival 2015 is de vierde editie van het ABU TV Song Festival. Het ABU TV Song Festival is een non-competitief festival dat afgeleid is van het Eurovisiesongfestival. Bij deze versie mogen alleen de landen binnen Azië en Oceanië deelnemen. Tunesië neemt, alhoewel het land in Afrika ligt, toch deel aan het festival, aangezien het land deelneemt onder de omroep Arab States Broadcasting Union, een omroep van de Arabische Liga.
De vierde editie vindt op 28 oktober 2015 plaats in het Istanbul Congress Center in Istanboel (Turkije). Het is de eerste keer dat Turkije een ABU evenement organiseert.
Er nemen 13 landen deel aan het festival. Een stijging van één ten opzichte van het voorgaande jaar. India en Kazachstan maken hun debuut in 2015. Afghanistan en Maleisië nemen opnieuw deel na een jaar afwezigheid. Australië, Brunei, China en Hongkong daarentegen doen na respectievelijk drie, twee, drie en drie opeenvolgende deelnames niet mee aan de vierde editie van het festival. Uiteindelijk doet ook Hongkong mee in Turkije.

## Deelnemende landen
| Volgorde | Land        | Taal                 | Artiest                   | Lied                     |
| -------- | ----------- | -------------------- | ------------------------- | ------------------------ |
| 1        | Afghanistan | Perzisch             | Mozhdah                   | Ghoroore tu, shikaste ma |
| 2        | Malediven   | Engels en Divehi     | Mariyam Unoosha           | The Maldives song        |
| 3        | Kazachstan  | Kazachs              | Dimasj Qudajbergen        | Daididau                 |
| 4        | Macau       | Kantonees            | Ma Man Lei, Kyla          | Beiduibei                |
| 5        | India       | Engels en Hindi      | Sanjeevani Bhelande       | Radiant ruby             |
| 6        | Vietnam     | Engels en Vietnamees | Dinh Manh Ninh            | In the music tonight     |
| 7        | Japan       | Japans en Engels     | Scandal                   | Sisters                  |
| 8        | Indonesië   | Indonesisch          | Zahra Damariva            | Tak kembali              |
| 9        | Hongkong    | Kantonees            | Vivian Koo & Tracy Gu Wei | Accept the part          |
| 10       | Zuid-Korea  | Koreaans en Engels   | CNBLUE                    | Cinderella               |
| 11       | Maleisië    | Maleis               | Ernie Zakri               | Dialah di hati           |
| 12       | Turkije     | Turks                | Murat Dalkiliç            | Katilimiz olursun        |

## Wijzigingen

Landen die hun artiest/lied reeds kozen
Deelnemende Landen
Landen die in het verleden deelgenomen hebben

### Landen die voor het eerst meedoen
- India
- Kazachstan

### Terugkerende landen
- Afghanistan: Dit land stond op de officiële deelnemerslijst van 19 augustus 2015.
- Maleisië: Dit land stond op de officiële deelnemerslijst van 19 augustus 2015.

### Niet meer deelnemende landen
- Australië: De SBS maakte bekend dat Australië niet langer deelneemt aan het festival. De reden is niet gegeven.
- Brunei: Brunei neemt niet langer deel aan het festival.
- China: Dit land stond niet op de officiële deelnemerslijst van 19 augustus 2015.
- Thailand: Dit land zou in eerste instantie deelnemen, maar trok zich op het laatste moment toch terug.

## Terugkerende artiesten
De Maledivische artiest Mariyam Unoosha deed in 2014 ook al mee aan het festival namens de Malediven.
2012 · 2013 · 2014 · 2015 · 2016 · 2017 · 2018 · 2019 · 2020 · 2021 · 2022 · 2023 · 2024 · 2025

Zie ook: ABU Radio Song Festival